# Magyarország köztársasági elnöke
Magyarország köztársasági elnöke (más néven államelnöke) Magyarország államfője, aki kifejezi a nemzet egységét, és őrködik az államszervezet demokratikus működése felett. Ő a Magyar Honvédség főparancsnoka. Ő az öt legfőbb magyar közjogi méltóság közül az első.
2024. március 5. óta Magyarország köztársasági elnöke Sulyok Tamás, akit a kegyelmezése ügye miatt lemondott Novák Katalin után választott meg az Országgyűlés kormánypárti többsége.

## A tisztség története

### Első köztársaság (1918–1919; 1919–1920)

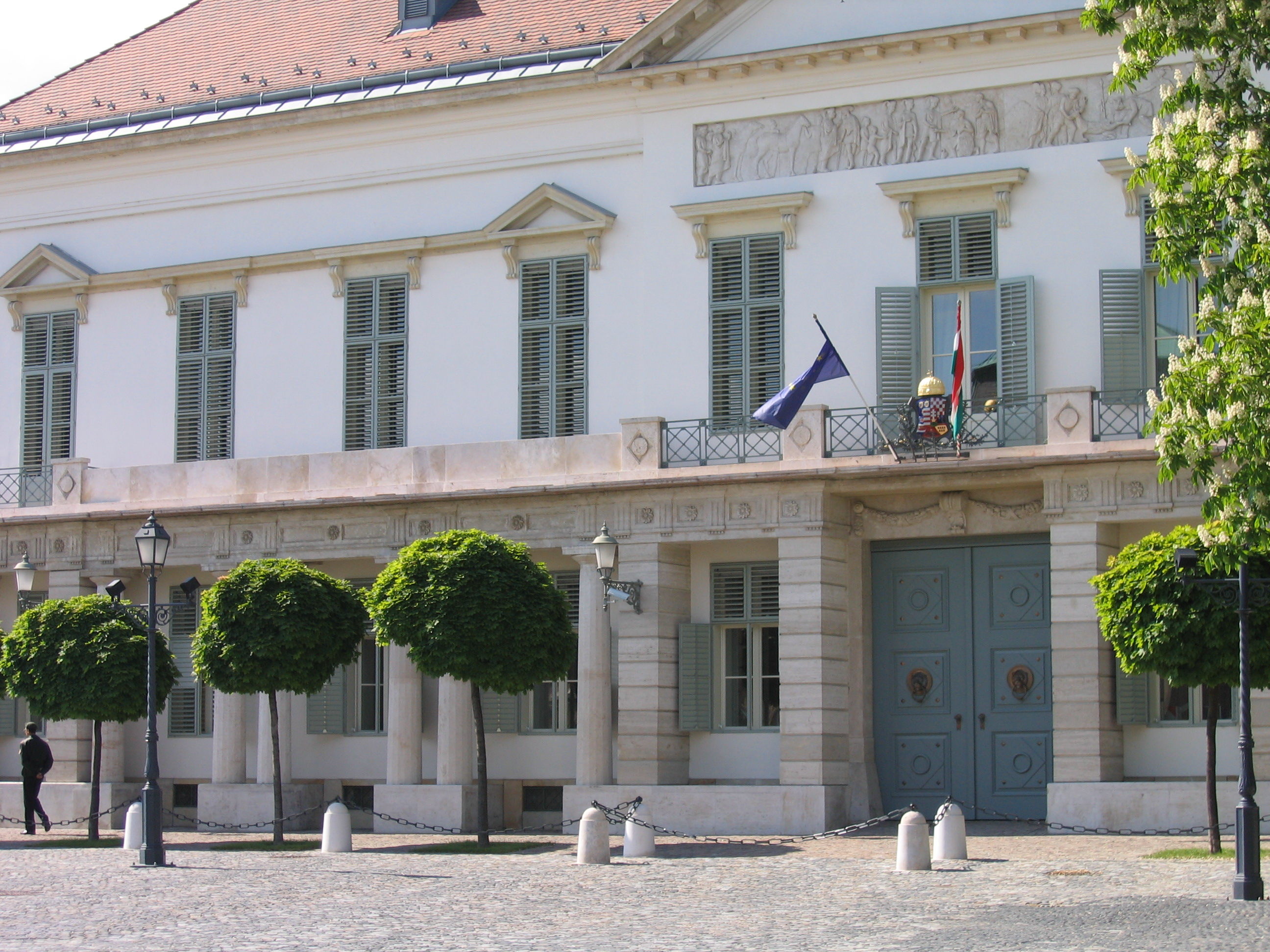
A magyar köztársasági elnök hivatala 2003 óta a budapesti Sándor-palota

Az Első Magyar Köztársaság 1918. november 16. – 1919. március 21. valamint 1919. augusztus 1. – 1920. február 29. között állt fenn. Az ideiglenes köztársasági elnök az 1919. január 11-én megválasztott Károlyi Mihály volt.

### Második köztársaság (1946–1949)
Az 1946. évi I. törvény Magyarországot újra köztársasággá alakította (Második Magyar Köztársaság), és létrehozta a köztársasági elnöki tisztséget, akit a Nemzetgyűlés választott meg. A köztársasági elnök 1946. február 1. – 1948. augusztus 3. között Tildy Zoltán lett. A tisztség 1949. augusztus 23-án, az Elnöki Tanács megválasztásával szűnt meg.

### Harmadik köztársaság (1989–)
Az Alkotmány  1989. évi módosítását követően a Magyar Népköztársaságot felváltó Magyar Köztársaság államfője a köztársasági elnök lett.
A Harmadik Magyar Köztársaságot Szűrös Mátyás, a parlament akkori elnöke kiáltotta ki 1989. október 23-án, és ő lett az első (ideiglenes) köztársasági elnök.
A kerekasztal-tárgyalásokon történt megállapodás alapján az első köztársasági elnököt még a választások előtt közvetlenül (népszavazással) választották volna meg. A megállapodást az SZDSZ és a Fidesz nem írta alá, és másik két párttal együtt népszavazást kezdeményezett, hogy megakadályozza a legesélyesebb jelölt, Pozsgay Imre megválasztását. A népszavazás sikeres lett, így az első köztársasági elnököt is a parlament választotta meg.
Az MDF–SZDSZ paktumban 1990. április 29-én a két párt többek között abban állapodott meg, hogy az 1990. május 2-i alakuló ülésen az Országgyűlés elnökének Göncz Árpádot választják meg, aki ideiglenes köztársasági elnök lesz a köztársasági elnök megválasztásáig. Addig az Országgyűlés ideiglenes elnöki tisztét a három alelnök egyike, Szabad György tölti be.
Az alakuló ülésén az Országgyűlés nem választhatott köztársasági elnököt, mivel a sikeres népszavazás miatt módosított Alkotmány szerint őt a választópolgároknak kellett megválasztaniuk. Az MDF–SZDSZ-megállapodás nyomán elfogadott júniusi alkotmány-módosítás újból a parlamentre bízta az államfő
megválasztását. Király Zoltán független képviselő az MSZP támogatásával azonban népszavazást kezdeményezett a közvetlen elnökválasztás érdekében. A népszavazást 1990. július 29-én tartották meg. A feltett kérdés ez volt: „Kívánja-e Ön, hogy a köztársasági elnököt közvetlenül válasszák meg?” A népszavazás érvénytelen volt, mert a jogosultaknak mindössze 14%-a szavazott.
Augusztus 3-án az Országgyűlés már megválaszthatta Göncz Árpádot köztársasági elnökké, és ez lehetővé tette azt is, hogy a képviselők Szabad György megbízott házelnököt az Országgyűlés elnökévé válasszák meg.
A 2012. január 1-jén hatályba lépett Alaptörvény szerint a köztársasági elnököt az Országgyűlés választja meg. Mivel az alaptörvényt népszavazással nem lehet megváltoztatni, azóta a közvetlen köztársaságielnök-választásról sem lehet népszavazást tartani, bár ez időről időre felmerül, és korábban több népszavazás is volt a kérdésben (lásd feljebb).

## A tisztség

### Megválasztása, kinevezése
A köztársasági elnököt a korábbi elnök megbízatásának lejárta előtt legalább harminc, legfeljebb hatvan nappal, ha pedig a megbízatása idő előtt szűnt meg, a megszűnéstől számított 30 napon belül kell megválasztani. A köztársaságielnök-választást az Országgyűlés elnöke tűzi ki.
Köztársasági elnökké megválasztható minden magyar állampolgár, aki a választás napjáig a 35. életévét betöltötte. Köztársasági elnököt az országgyűlési képviselők egyötödének támogatásával lehet jelölni. A köztársasági elnököt az Országgyűlés öt évre választja meg. A titkos választás első fordulója eredményes, ha az országgyűlési képviselők 2/3-a (66,67%-a) támogatja valamelyik jelöltet. A második szavazás alapján megválasztott köztársasági elnök az, aki – tekintet nélkül a szavazásban részt vevők számára – a legtöbb érvényes szavazatot kapta. Ha a második szavazás is eredménytelen, ismételt jelölés alapján új választást kell tartani. A két lehetséges fordulót 2 egymást követő napon be kell fejezni.
A köztársasági elnököt e tisztségre legfeljebb egy alkalommal lehet újraválasztani.
A megválasztott köztársasági elnök a korábbi elnök megbízatásának lejártakor, illetőleg a megbízás idő előtti megszűnése esetén a kiírt választás eredményének kihirdetését követő nyolcadik napon lép hivatalába, hivatalba lépését megelőzően az Országgyűlés előtt esküt tesz.

### Feladat- és hatásköre
A köztársasági elnök 
- képviseli a magyar államot,
- Magyarország nevében nemzetközi szerződéseket köt,
- megbízza és fogadja a nagyköveteket és a követeket,
- kitűzi az országgyűlési képviselők, a helyi önkormányzati képviselők és a polgármesterek általános választását,
- kitűzi az európai parlamenti választás, továbbá az országos népszavazás időpontját,
- részt vehet és felszólalhat az Országgyűlés és az országgyűlési bizottságok ülésein,
- javaslatot tehet az Országgyűlésnek intézkedés megtételére,
- népszavazást kezdeményezhet,
- adományozza a törvényben meghatározott címeket, érdemrendeket, kitüntetéseket és engedélyezi viselésüket,
- gyakorolja az egyéni kegyelmezés jogát,
- dönt az állampolgársági ügyekben,
- dönt mindazokban az ügyekben, amelyeket külön törvény a hatáskörébe utal,
- a fegyveres erők főparancsnoka,
- a Szent Korona Testület elnöke.

### Kinevezési és felmentési jogköre
A köztársasági elnök nevezi ki, illetve menti fel
- a miniszterelnök javaslatára a minisztereket és az államtitkárokat,
- külön törvényben meghatározott személy vagy szervek javaslatára kinevezi és felmenti a Magyar Nemzeti Bank elnökét, alelnökeit és az egyetemi tanárokat,
- megbízza és felmenti az egyetemek rektorait,
- kinevezi és előlépteti a tábornokokat,
- megerősíti tisztségében a Magyar Tudományos Akadémia elnökét,
- a hivatásos bírókat és a Kúria (korábban Legfelsőbb Bíróság) elnökhelyettesét,
- a legfőbb ügyész helyettesét,
- a Gazdasági Versenyhivatal elnökét,
- a Nemzeti Földalap elnökét,
- a Nemzeti Hírközlési és Informatikai Tanács elnökét,
- a Köztársasági Elnöki Hivatal hivatalvezetőjét.

### A törvényhozással kapcsolatos jogkörök
- A törvény kihirdetéséről, annak kézhezvételétől számított öt napon belül a köztársasági elnök gondoskodik. A kihirdetésre megküldött törvényt aláírja, és azt a hivatalos lapban (Magyar Közlöny) ki kell hirdetni.
- Ha a köztársasági elnök a törvénnyel vagy annak valamelyik rendelkezésével nem ért egyet, azt aláírás előtt az imént említett határidőn belül megfontolás végett, észrevételeinek közlésével visszaküldheti az Országgyűlésnek, vagy véleményezésre megküldi az Alkotmánybíróságnak, ha annak valamelyik rendelkezését alkotmányellenesnek tartja. Az elnök azonban egy, a parlament által elfogadott törvény kapcsán csak az egyik vétójogával élhet.
- Az Országgyűlés a törvényt újra megtárgyalja, és elfogadásáról ismét határoz, vagy ha az Alkotmánybíróság – az Országgyűlés kezdeményezésére, soron kívüli eljárásban – nem állapít meg alkotmányellenességet, akkor a köztársasági elnök köteles azt aláírni és öt napon belül kihirdetni.

### Védettsége, összeférhetetlensége
Amennyiben a köztársasági elnök hivatali idejében elkövetett jogsértés nem minősül bűncselekménynek, akkor ellene büntetőeljárást csak megbízatásának megszűnése után lehet indítani.
A köztársasági elnöki tisztség összeegyeztethetetlen minden más állami, társadalmi és politikai tisztséggel vagy megbízatással. A köztársasági elnök más kereső foglalkozást nem folytathat, és egyéb tevékenységéért – a szerzői jogi védelem alá eső tevékenységet kivéve – díjazást nem fogadhat el.

### Helyettese
A köztársasági elnök átmeneti akadályoztatása esetén, vagy ha a köztársasági elnök megbízatása valamely okból idő előtt megszűnik, az új köztársasági elnök hivatalba lépéséig a köztársasági elnöki jogkört az Országgyűlés elnöke gyakorolja. A köztársasági elnök helyettesítése idején az Országgyűlés elnöke képviselői jogait nem gyakorolhatja, és helyette az Országgyűlés elnökének feladatát az Országgyűlés által kijelölt alelnök látja el.

### A tisztség megszűnése
Az elnöki megbízatás megszűnik, ha lejár a megbízatás ideje, ha meghal az elnök, ha feladatát 90 napon túl nem tudja ellátni, ha lemond, ha kimondják a megbízatásával kapcsolatban az összeférhetetlenségét, vagy ha megfosztják tisztségétől. Ha a köztársaság elnöke bűncselekményt követ el, az Alkotmánybíróság megfoszthatja tisztségétől.

### Hivatala
A Köztársasági Elnök hivatali munkaszervezete a Sándor-palota, korábban Köztársasági Elnöki Hivatal, amely a Budai Várban a neki nevet adó Sándor-palotában található.

## Köztársasági elnökök listája

### Magyar Népköztársaság(1918–1919)
Pártok
      Függetlenségi és 48-as Károlyi Párt
| # | Portré | Köztársasági elnök                          | Hivatal kezdete    | Hivatal vége      | Párt | Párt | Kormányfő(k)          |
| - | ------ | ------------------------------------------- | ------------------ | ----------------- | ---- | ---- | --------------------- |
| 1 |        | gróf nagykárolyi Károlyi Mihály (1875–1955) | 1918. november 16. | 1919. március 21. | F48P |      | önmaga Berinkey Dénes |

### Magyar Köztársaság(1919–1920)
Pártok
      Magyarországi Szociáldemokrata Párt
      Keresztény Nemzeti Egyesülés Pártja
| # | Portré | Köztársasági elnök                        | Hivatal kezdete     | Hivatal vége       | Párt  | Párt | Kormányfő(k) |
| - | ------ | ----------------------------------------- | ------------------- | ------------------ | ----- | ---- | ------------ |
| ― |        | ideiglenesen Peidl Gyula (1873–1943)      | 1919. augusztus 1.  | 1919. augusztus 6. | MSZDP |      | önmaga       |
| ― |        | ideiglenesen Friedrich István (1883–1951) | 1919. augusztus 23. | 1919. november 24. | KNEP  |      | önmaga       |
| ― |        | ideiglenesen Huszár Károly (1882–1941)    | 1919. november 24.  | 1920. március 1.   | KNEP  |      | önmaga       |

### Magyar Köztársaság(1946–1949)
Pártok
      Független Kisgazda-, Földmunkás- és Polgári Párt
      Magyar Dolgozók Pártja
| # | Portré | Köztársasági elnök          | Hivatal kezdete    | Hivatal vége        | Párt | Párt | Kormányfő(k)              |
| - | ------ | --------------------------- | ------------------ | ------------------- | ---- | ---- | ------------------------- |
| 1 |        | Tildy Zoltán (1890–1961)    | 1946. február 1.   | 1948. augusztus 3.  | FKGP |      | Nagy Ferenc Dinnyés Lajos |
| 2 |        | Szakasits Árpád (1888–1965) | 1948. augusztus 3. | 1949. augusztus 23. | MDP  |      | Dinnyés Lajos Dobi István |

### Magyar Köztársaság/Magyarország(1989–)
Pártok
      MSZP
      SZDSZ
      Fidesz
      Független
| # | Portré             | Köztársasági elnök                 | Hivatal kezdete    | Hivatal vége       | Választás                      | Párt      | Párt | Kormányfő(k)                                                     |
| - | ------------------ | ---------------------------------- | ------------------ | ------------------ | ------------------------------ | --------- | ---- | ---------------------------------------------------------------- |
| ― |                    | ideiglenesen Szűrös Mátyás (1933–) | 1989. október 23.  | 1990. május 1.     | Ideiglenesen megbízott államfő | MSZP      |      | Németh Miklós                                                    |
| 1 |                    | Göncz Árpád (1922–2015)            | 1990. május 2.     | 1990. augusztus 3. | Ideiglenes választás           | SZDSZ     |      | Németh Miklós Antall József Boross Péter Horn Gyula Orbán Viktor |
| 1 | 1995. augusztus 3. | Göncz Árpád (1922–2015)            | 1990. augusztus 2. | 1. (1990)          |                                | SZDSZ     |      | Németh Miklós Antall József Boross Péter Horn Gyula Orbán Viktor |
| 1 | 1995. augusztus 2. | Göncz Árpád (1922–2015)            | 2000. augusztus 3. | 2. (1995)          |                                | SZDSZ     |      | Németh Miklós Antall József Boross Péter Horn Gyula Orbán Viktor |
| 2 |                    | Mádl Ferenc (1931–2011)            | 2000. augusztus 4. | 2005. augusztus 4. | 3. (2000)                      | független |      | Orbán Viktor Medgyessy Péter Gyurcsány Ferenc                    |
| 3 |                    | Sólyom László (1942–2023)          | 2005. augusztus 5. | 2010. augusztus 5. | 4. (2005)                      | független |      | Gyurcsány Ferenc Bajnai Gordon Orbán Viktor                      |
| 4 |                    | Schmitt Pál (1942–)                | 2010. augusztus 6. | 2012. április 2.   | 5. (2010)                      | Fidesz    |      | Orbán Viktor                                                     |
| ― |                    | ideiglenesen Kövér László (1959–)  | 2012. április 2.   | 2012. május 9.     | Ideiglenesen megbízott államfő | Fidesz    |      | Orbán Viktor                                                     |
| 5 |                    | Áder János (1959–)                 | 2012. május 10.    | 2017. május 10.    | 6. (2012)                      | Fidesz    |      | Orbán Viktor                                                     |
| 5 | 2017. május 9.     | Áder János (1959–)                 | 2022. május 9.     | 7. (2017)          |                                | Fidesz    |      | Orbán Viktor                                                     |
| 6 |                    | Novák Katalin (1977–)              | 2022. május 10.    | 2024. február 26.  | 8. (2022)                      | Fidesz    |      | Orbán Viktor                                                     |
| ― |                    | ideiglenesen Kövér László (1959–)  | 2024. február 26.  | 2024. március 4.   | Ideiglenesen megbízott államfő | Fidesz    |      | Orbán Viktor                                                     |
| 7 |                    | Sulyok Tamás (1956–)               | 2024. március 4.   | hivatalban         | 9. (2024)                      | független |      | Orbán Viktor                                                     |